# Moncrivello
Moncrivello (piemontesisch Moncravel) ist eine Gemeinde  in der italienischen Provinz Vercelli (VC), Region Piemont.

## Lage und Einwohner
Moncrivello liegt 35 km östlich von Vercelli und hat 1369 Einwohner (Stand 31. Dezember 2023). Die Nachbargemeinden sind Bianzè, Borgo d’Ale, Borgomasino, Cigliano, Livorno Ferraris, Maglione, Mazzè, Villareggia und Vische. Der Schutzheilige des Ortes ist San Eusebio. Der Ort liegt auf einer Höhe von 206 m über dem Meeresspiegel und umfasst eine Fläche von 20 km².

## Geschichte
Die Ziege im Wappen bezieht sich auf den antiken Namen der Stadt Moncravellum (oder auch Monscaprarum, Moncaprellus oder Montiscravellum), was „Berg der Ziegen“ bedeutet.

## Einzelnachweise

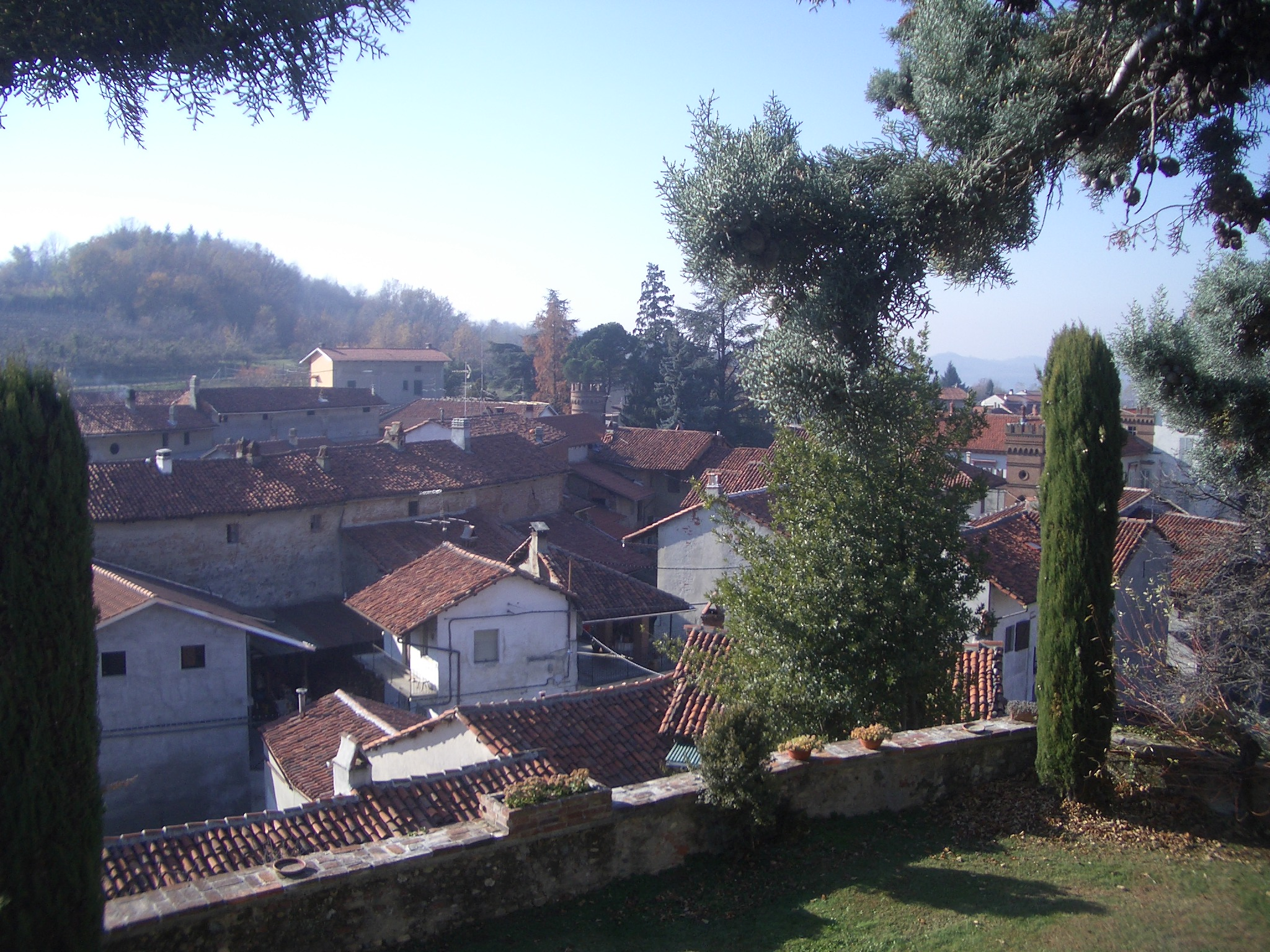
Blick vom Castell auf den Ort

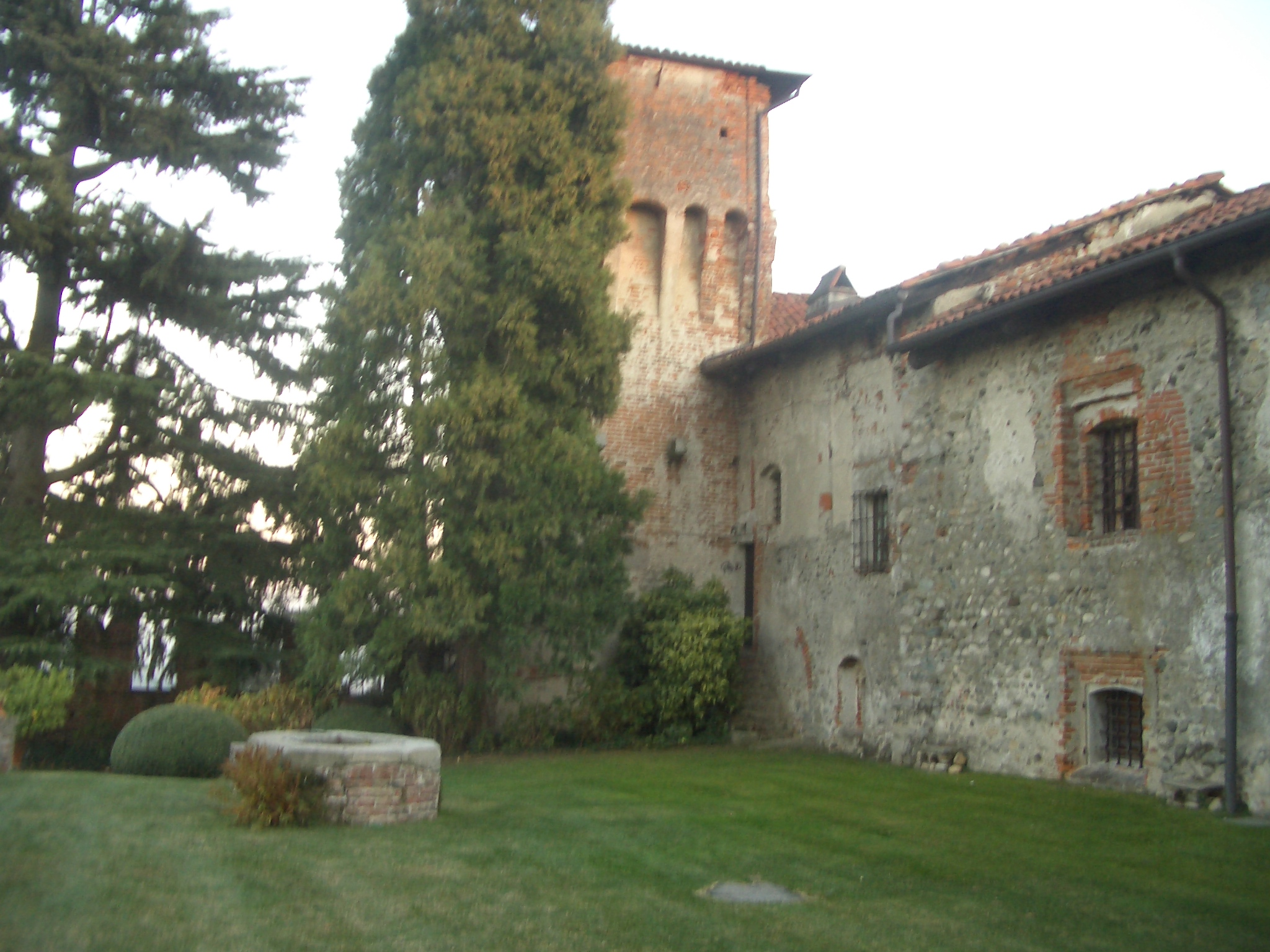
Das Castell